# 北京のふたり
『北京のふたり』（原題: Red Corner）は、1997年製作のジョン・アヴネット監督、ロバート・キング脚本の映画。
ソフト化した際に『レッド・コーナー 北京のふたり』というタイトルに改題された。
舞台は北京だが、全編アメリカ国内で撮影され、北京のシーンは合成である。これは主演のリチャード・ギアがダライ・ラマ14世の熱心な支援者であることで、中国国内での撮影が不可能だからという事情がある。

## あらすじ
ジャック・ムーアは中国国内で中国政府との合弁事業の一部である衛星通信取引をまとめる仕事を行っていた。しかし、彼は取引が成立する前に、有力な中国のホン将軍の娘の殺人容疑者に陥れられる。そして、競合社に衛星通信の契約を取られてしまう。
ジャックの国選弁護人シェン・ユイリンは当初、ジャックの無罪主張を信じていない。しかし、やがて彼らコンビはジャックを弁護するだけではなく、中国の中央政府権力内の強力な影に巻き込まれ、打ち消し難い共謀と不正の証拠を白日の下にさらすこととなる。

## キャスト
※括弧内は日本語吹替
- ジャック・ムーア - リチャード・ギア（金尾哲夫）
- シェン・ユイリン - バイ・リン（日野由利加）
- リン・ダン - バイロン・マン（土方優人）
- リン・ショウ - ジェームズ・ホン（丸山詠二）
- ホン・リン - ジェシー・メン（田中敦子）
- シュウ審判長 - ツァイ・チン（牧野和子）
- エド・プラット - ロバート・スタントン（平田広明）
- ボブ・ゲリー - ブラッドリー・ウィットフォード（秋元羊介）
- リー・チェン - ツィ・マー（塚田正昭）
- デヴィッド・マクアンドリュース - ピーター・ドゥナット
- ペン - ケン・レオン
- ホアン・ミンルー - ロジャー・ユアン